# Mammalian Species
«Mammalian Species» — рецензований науковий журнал, що видається Oxford University Press від імені Американської спілки маммалогів. Журнал щороку публікує відомості про 12–35 видів ссавців. До початку 2021 року вийшло 999 номерів. Статті узагальнюють поточну літературу про кожного ссавця та його систематику, генетику, історію скам'янілостей, поширення, анатомію, фізіологію, поведінку, екологію та охорону. Журнал був створений у 1969 р.